# Етикет
Етике́т (фр. étiquette, букв. «етикетка», «ярлик») — сукупність правил поведінки, що регулює зовнішні прояви людських взаємин (поведінка в громадських місцях, поводження з оточуючими людьми, форми звертання і привітання, манери поведінки, одяг тощо). Етикет регламентує поведінку людини в певних ситуаціях.

## Етимологія
Слово étiquette пов'язане з дієсловом étiquer (< estiquer — «прикріплювати»), яке має германське походження (пор. франк. *stikkan, stikjan, нід. steken, нім. stechen, англ. to stick). Незважаючи на фонетичну схожість, воно не має стосунку до «етика» (яке походить від грец. ηθική).

## Історія
Термін «етикет» з'явився тільки у XVIII ст., при французькому королівському дворі, коли було запроваджено спеціальні картки («етикетки») для придворних із переліком обов'язкових правил поведінки але звід правил поведінки було створено ще в Стародавньому Єгипті, в III тисячолітті до н. е. — «Інструкція по поводженню». Великого значення надавав етикетові Конфуцій, на думку якого, етикет повинен регулювати поведінку в сім'ї, відносини підданих і правителя тощо. Досконала поведінка високо цінувалася і в античній Греції та Стародавньому Римі.

## Види етикету
Етикет може значно відрізнятись залежно від конкретної епохи й культурного середовища. Його також можна умовно розділити на ситуаційний та професійний, світський та діловий, хоча чітких меж між ними часто провести неможливо, оскільки правила різних розділів етикету повторюються, включають правила інших розділів (іноді трохи змінені), походять з основних норм поведінки.
- Мовний етикет
- Діловий етикет
- Столовий етикет
- Весільний етикет
- Траурний етикет
- Етикет «вихідного дня» (театральний, концертний тощо)
- Дипломатичний етикет
- Професійний етикет (військовий, медичний, юридичний, сервісний тощо)
- Релігійний етикет
- Службовий етикет
- Телефонний етикет